# Mont Soledad
Le mont Soledad (en anglais : Mount Soledad ou Soledad Mountain) est une colline de La Jolla, à San Diego, en Californie. Elle accueille la croix du mont Soledad (Mount Soledad cross), une croix latine en béton, qui fait l'objet d'une controverse sur la représentation et la pertinence de signes religieux sur un terrain appartenant au gouvernement. Cette dernière fait partie d'un mémorial consacré à la guerre de Corée (Mount Soledad National Memorial).
Theodor Seuss Geisel eut une habitation sur la colline.

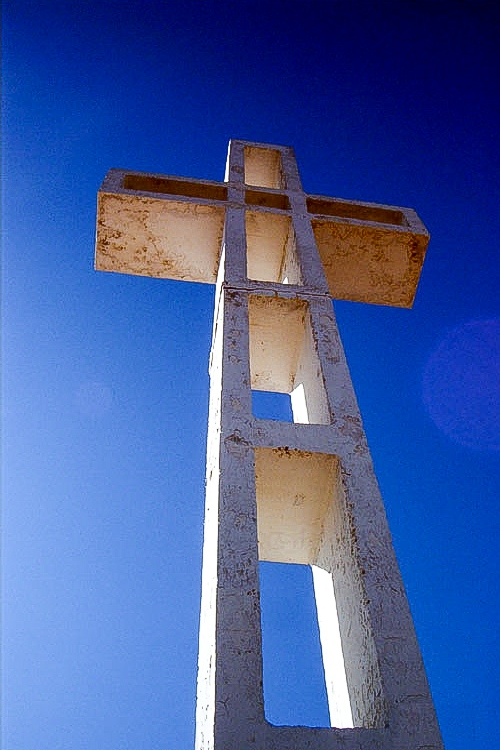
Croix du mont Soledad.